# 河套街道
河套街道是中国山东省青岛市城阳区下辖的一个街道。

## 行政区划
河套街道下辖河源社区、西河套社区、孙哥庄西社区、上疃社区、潮海东社区、尚家沟社区、韩家庄社区、小涧东社区、胡庆社区、山角社区、潮海西社区、东河套社区、大涧社区、小涧西社区、孙哥庄东社区、孟家社区、赵家岭社区、罗家营社区、下疃社区。

## 交通
- 红岛站